# 沙龍 (印第安納州)
沙龍（英語：Sharon）是位於美國印地安納州卡洛爾縣的一個非建制地區。該地的面積和人口皆未知。

## 地理
沙龍的座標為40°33′13″N 86°23′29″W / 40.55361°N 86.39139°W，而該地的平均海拔高度為232米（即761英尺）。